# 哈德利 (紐約州)
哈德利（英語：Hadley）是一個位於美國紐約州薩拉托加縣的鎮。

## 人口
根據2020年美國人口普查的數據，哈德利的面積為106.41平方千米，當中陸地面積為102.83平方千米，而水域面積為3.57平方千米。當地共有人口1976人，而人口密度為每平方千米19人。